# Pouya Saraei
Pouya Saraei (in persiano پویا سرایی‎; Teheran, 1983) è un compositore e arrangiatore iraniano.

## Biografia
Pouya Saraei è un compositore che suona il ”santur persiano”. Ha composto svariati pezzi come il ”persian suit”, utilizzando basi di musica tradizionale persiana.
Nel 2020, in occasione de festival internazionale “italian brass week“, diretto da Zubin Mehta, ha partecipato insieme a solisti internazionali.
Saraei e vanta di diverse fantasie per orchestra sinfonica basate sulla tradizione musicale iraniana che sono state prodotte alla “Centaur Records” negli Stati Uniti e dalla “Naxos” in Asia.
La composizione di Pouya è rappresentato da un pezzo per orchestra composto ed eseguito personalmente con santur, accompagnato da strumenti tradizionali iraniani e cantato da Mohammad Motamedi.

## Premi
| Pouya Saraei, Premi | Pouya Saraei, Premi                | Pouya Saraei, Premi | Pouya Saraei, Premi |
| Evento              | Titolo                             | Ruolo               | Brano               |
| ------------------- | ---------------------------------- | ------------------- | ------------------- |
| Global Music Awards | Medaglia d'argento in composizione | Compositore         | Boghz               |